# Sisyrinchium platense
Sisyrinchium platense  (лат.) — вид цветковых растений рода Голубоглазка (Sisyrinchium) семейства Ирисовые (Iridaceae).

## Ботаническое описание
Многолетнее травянистое растение высотой до 20 см с сочным корневищем и многочисленными тонкими листьями.
Цветение весной. Цветок состоит из 6 листочков околоцветника синевато-фиолетового цветка с тёмными жилками. Цветки возвышаются на концах стеблей-цветоносов и имеют зелёные плоские прицветники.
Плод — коробочка с многочисленными мелкими семенами.

## Распространение и местообитание
Растут в пампасах Южной Америки на плодородных влажных почвах.